# Шульгина, Лидия Михайловна
Ли́дия Миха́йловна Шульгина́ (3 июля 1957, Москва, СССР — 27 декабря 2000, Пиннеберг, Шлезвиг-Гольштейн,  Германия) — российская художница, скульптор и книжный иллюстратор.

## Биография
Родилась в семье переводчиков Михаила Владимировича Фридмана и Нины Михайловны Шульгиной. Отец Лидии родился в бедной еврейской семье в молдавской деревне под Кишиневом. 
Окончила в 1979 году Московский полиграфический институт, факультет художественно-технического оформления печатной продукции. Дипломной работой стали иллюстрации к «Алисе в Стране чудес» в пересказе Бориса Заходера.
С 1976 года участвовала в выставках в России, Германии, Франции, Израиле, США и других странах.
С 1980 года более 30 книг с иллюстрациями художницы были изданы в России, Польше, Чехословакии, Финляндии и Японии.
1982, 1984, 1985, 1986 – Стипендии Союза художников России.
1992 – Награждена дипломом «Лучшая книга года» за детскую книгу.
1994 – Представляла Россию на книжной ярмарке православных стран в Пече (Косово).
С января 1996 года жила в Германии. 1996-1998 – Стипендия районной администрации Пиннеберга.
1999 – Премия района Бамберг на конкурсе художников в рамках «Недели за жизнь» (выставка в монастырском дворике Бамбергского собора). Основала художественную студию в молодёжном центре Реллингена.
Главную известность приобрела как художница-иллюстратор, оформив более 30 книг, особенно детских, — в том числе произведения Льюиса Кэрролла, Алана Милна, Георгия Балла, Бориса Заходера, Сергея Козлова, Ирины Пивоваровой.
Работы находятся в собрании Государственного центра современного искусства (Москва), в Третьяковской галерее (Москва) и других музеях и частных коллекциях мира. Лидия Шульгина была членом Союза художников России, Федерального объединения художников Германии и Международного художественного объединения.

## Семья
- Муж — художник Николай Александрович Эстис (род. 1937). 
  - Сын — литератор и художник Александр Николаевич Эстис (род. 1986).
- Сестра — литератор Ирина Михайловна Шульгина.